# Ринкенс, Вильгельм
Вильгельм Ринкенс (нем. Wilhelm Rinkens; 15 июня 1879, Эшвайлер — 22 июня 1933, Айзенах) — немецкий композитор, хоровой дирижёр и органист.
Вырос в Кёльне, с шестилетнего возраста учился игре на органе у бывшего ахенского соборного органиста Людвига Пютца, с 11 лет играл в церкви, в 13-летнем возрасте начал сочинять музыку. В 1893 году поступил в Кёльнскую консерваторию, где его наставниками были Фридрих Вильгельм Франке (орган и контрапункт), Макс фон Пауэр и Макс ван де Зандт (фортепиано), Франц Вюльнер, Отто Клаувель и Франц Бёльше (композиция); изучал также музыковедение под руководством Отто Найцеля.
Несмотря на то, что в области дирижирования Ринкенс был преимущественно самоучкой, в 1905 году он занял пост капельмейстера в Реклингхаузене, а с 1906 года и до конца жизни работал в Айзенахе как придворный органист, одновременно возглавляя Тюрингский мужской хор и ведя преподавательскую деятельность, — с перерывом на военную службу в 1916—1918 гг. В 1922 году был удостоен звания профессора и, не оставляя работы в Айзенахе, занял одновременно кафедру композиции в Эрфуртской консерватории. Возглавлял Эрфуртское мужское певческое общество, выступал с ним на нескольких масштабных немецких хоровых фестивалях.
Композиторское наследие Ринкенса, весьма обширное, состоит преимущественно из вокальных и хоровых сочинений. Он написал также оперу «Евгения» (1926), несколько сочинений для старинных инструментов, ряд других камерных произведений.
Очерк жизни и творчества Ринкенса опубликовал Макс Коп (1923). Его имя носит улица (нем. Wilhelm-Rinkens-Straße) в Айзенахе.